# Soyuz TM-7
Soyuz TM-7 foi a sétima expedição à estação orbital Mir. A tripulação da missão incluiu o primeiro cosmonauta da França, Jean-Loup Chrétien, em sua segunda missão espacial, quando se tornou o primeiro não-soviético ou norte-americano a caminhar no espaço.

## Tripulação
Lançados
| Posição                | Cosmonautas        | Duração          | Pousou na  |
| ---------------------- | ------------------ | ---------------- | ---------- |
| Comandante             | Aleksandr Volkov   | 151d 11h 08m 24s | Soyuz TM-7 |
| Engenheiro de voo      | Sergei Krikalev    | 151d 11h 08m 24s | Soyuz TM-7 |
| Cosmonauta-pesquisador | Jean-Loup Chrétien | 24d 18h 07m 06s  | Soyuz TM-6 |

Aterrissaram
| Posição                | Cosmonautas      | Duração          | Lançou na  |
| ---------------------- | ---------------- | ---------------- | ---------- |
| Comandante             | Aleksandr Volkov | 151d 11h 08m 24s | Soyuz TM-7 |
| Engenheiro de voo      | Sergei Krikalev  | 151d 11h 08m 24s | Soyuz TM-7 |
| Cosmonauta-pesquisador | Valeri Polyakov  | 240d 22h 34m 47s | Soyuz TM-6 |

## Parâmetros da Missão
- Massa: 7 000 kg
- Perigeu: 194 km
- Apogeu: 235 km
- Inclinação: 51.6°
- Período: 88.8 minutos

## Pontos altos da missão
A data original da lançamento em 21 de Novembro foi modificada para permitir que o presidente francês François Mitterrand assistisse o lançamento. Chegou na estação Mir levando três tripulantes, incluindo o cosmonauta francês Chrétien em seu segundo voo ao espaço. Os integrantes da Mir Titov e Manarov, retornaram à Terra na Soyuz TM-6 com Chrétien. Alexandr Volkov, Sergei Krikalev, e Valeri Polyakov permaneceram a bordo da Mir.
Em 28 de Abril de 1989, deixaram a estação e retornaram à Terra na Soyuz-TM 7. O sistema de aterrissagem da Soyuz-TM é efetivo na redução de velocidade na direção vertical. Porém, de acordo com o cosmonauta Sergei Krikalev, os ventos no local da aterrissagem geralmente causam uma velocidade horizontal considerável. Como resultado, cerca da 80% de todos os módulos de descida da Soyuz costumam pousar deitados. Durante esta aterrissagem brusca, Krikalev sofreu uma pequena lesão no seu joelho.
As preparações da primeira atividade extraveicular envolvendo um viajante espacial que não era norte-americano ou soviético forçaram os cosmonautas a reduzir um encontro pela televisão com diplomatas de 47 países em 8 de dezembro. Em 9 de dezembro Chrétien e Volkov despressurizaram o adaptador para a aterrissagem e saíram da Mir. Chrétien foi o primeiro a sair.
Ele instalou corrimãos, prendeu o 'rack' de experimentos Échantillons de 15,5 kg ao corrimão por molas e ganchos. Ele também cabos elétricos ligando o rack à fonte de alimentação da Mir. O Échantillons carregava cinco experimentos tecnológicos com aplicações ao programa do ônibus espacial Hermes. Volkov e Chrétien então montaram o experimento de 240 kg e colocaram uma série de corrimãos à ligação da unidade de multiporto à porção de pequeno diâmetro do compartimento de trabalho. Após resolverem problemas com os cabos ligando o experimento ERA a um painel de controle dentro da Mir, ele prenderam a estrutura do ERA a um braço de suporte na plataforma. A estrutura foi projetada para abrir uma estrutura plana com dez lados, com 1 metro de profundidade por 3,8 m de comprimento. De dentro da Mir, Krikalev comandava e estrutura para a abertura, porém sem analisar. Volkov então chutou o ERA, fazendo com que ele abrisse incorretamente. De acordo com Krikalev, levar o ERA para o lado de fora aliviou problemas com superlotação. O EVA durou 5 horas e 57 minutos.
O grupo levou com eles um cassete do álbum da banda de rock Pink Floyd Delicate Sound of Thunder (exceto a caixa do cassete box, por razões de peso) e o tocaram em órbita; acredita-se que esta foi a primeira vez em que se ouviu rock no espaço. Membros do Pink Floyd assistiram ao lançamento.